# Alginsyre
Alginsyre (almindeligvis kaldet alginat efter den anioniske form) er en organisk kemisk forbindelse, som findes i brune alger. Alginat danner højviskøse opløsninger i vand. Et alginatmolekyle er en copolymer, som er opbygget af de to sukkerenheder guluronsyre og mannuronsyre. Forholdet mellem de to sukkerarter og længden af molekylet varierer.
Ved tilstedeværelse af calciumioner i en opløsning foregår en gelering, hvorved de negativt ladede guluronsyreenheder bliver krydsbundet af de positivt ladede calciumioner. En tilsvarende krydsbinding kan opnås med andre kemikalier, f.eks. glutaraldehyd og andre divalente kationer.
Alginat benyttes i fødevareindustrien som størkningsmiddel, og kan i mange tilfælde erstatte gelatine. Da det er et planteprodukt bruges det derfor i vegetarisk kost.
Alginat fremstilles ved udvinding fra alger.